# United States Strategic Command
Lo United States Strategic Command (USSTRATCOM) è uno degli undici centri di comando congiunti del dipartimento della difesa statunitense. Fondato nel 1992 e divenuto operativo a partire dal primo giugno 2001. Come successore del Strategic Air Command ha il suo centro di comando presso la Offutt AFB nei pressi di Omaha in Nebraska.
L'USSTRATCOM controlla l'intero arsenale nucleare delle forze armate statunitensi. Inoltre gli competono compiti di intelligence, ricognizione, sorveglianza, deterrente strategico e si occupa anche della difesa della nazione contro armi di distruzione di massa. Il comando della difesa missilistica è stato recentemente trasferito allo USSPACECOM.

## Componenti funzionali
- JFACC (Joint Force Air Component Commander) Barksdale Air Force Base, Louisiana

Conduce la pianificazione e l'esecuzione degli effetti cinetici (nucleari e convenzionali) e non cinetici. Il JFACC gestisce le attività di forza aerea globale per assicurare gli alleati e per scoraggiare e dissuadere azioni dannose per gli Stati Uniti e i suoi interessi globali; se la deterrenza fallisce, impiega forze aeree d'attacco globali (bombardieri e missili balistici intercontinentali) a sostegno del comandante combattente.
- JFMCC (Joint Force Maritime Component Command) Naval Station Norfolk, Virginia

La missione del JFMCC è condurre operazioni marittime congiunte per eseguire gli aspetti marittimi della deterrenza strategica.

## Componenti di servizio
- United States Fleet Forces Command
- United States Army Space and Missile Defense Command
- Air Force Global Strike Command

## Equipaggiamento
- 12 Sottomarini lanciamissili balistici Classe Ohio, ognuno armato con 24 missili ICBM UGM-133A Trident II;
- 397 Missili ICBM LGM-30G Minuteman III in altrettanti silos distribuiti in tre basi del Wyoming, Dakota del Nord e Montana più altri 261 non dislocati;
- 500 bombe a caduta libera B61 immagazzinate presso basi aeree in Europa ed impiegabili su F-16C/D, F-15E, B-2A e Tornado IDS;

## Lista degli Ufficiali al comando del USSTRATCOM
| Numero  | Nome                       | Immagine | Data di insediamento | Fine mandato     |
| ------- | -------------------------- | -------- | -------------------- | ---------------- |
| 1       | George Lee Butler (USAF)   |          | 1º giugno 1992       | 13 febbraio 1994 |
| 2       | Henry G. Chiles Jr. (USN)  |          | 14 febbraio 1994     | 21 febbraio 1996 |
| 3       | Eugene E. Habiger (USAF)   |          | 22 febbraio 1996     | 25 giugno 1998   |
| 4       | Richard W. Mies (USN)      |          | 26 giugno 1998       | 30 novembre 2001 |
| 5       | James O. Ellis, Jr. (USN)  |          | 30 novembre 2001     | 9 luglio 2004    |
| 6       | James E. Cartwright (USMC) |          | 9 luglio 2004        | 10 agosto 2007   |
| Interim | C. Robert Kehler (USAF)    |          | 10 agosto 2007       | 3 ottobre 2007   |
| 7       | Kevin P. Chilton (USAF)    |          | 3 ottobre 2007       | 28 gennaio 2011  |
| 8       | C. Robert Kehler (USAF)    |          | 28 gennaio 2011      | 15 novembre 2013 |
| 9       | Cecil D. Haney (USN)       |          | 15 novembre 2013     | 3 novembre 2016  |
| 10      | John E. Hyten (USAF)       |          | 3 novembre 2016      | 18 novembre 2019 |
| 11      | Charles A. Richard (USN)   |          | 18 novembre 2019     | 9 dicembre 2022  |
| 12      | Anthony J. Cotton (USAF)   |          | 9 dicembre 2022      | in carica        |